# Felicja Skarbkowa
Felicja Maria Skarbkowa ze Szczepańskich, primo voto Fredrowa (ur. 12 marca 1872 w Laszkach Zawiązanych, zm. 29 listopada 1963 w Krakowie) – polska hrabina, działaczka społeczna i charytatywna, członkini Narodowej Organizacji Kobiet.

## Życiorys
Ukończyła seminarium nauczycielskie w Samborze. Dzieciństwo spędziła w Laszkach Zawiązanych, gdzie również odebrała staranne wykształcenie. 
Zmęczona życiem rodzinnym poświęciła się pracy społecznej. Celem wielu jej przedsięwzięć było podtrzymywanie polskości w powiecie rudeckim, poprzez popieranie polskiego szkolnictwa oraz uprzemysłowienie wsi. Wraz z pierwszym mężem, który w tym czasie prezesował rudeckiej Radzie Powiatowej, przyczyniła się do założenia w Rudkach w 1895 Towarzystwa Gimnastycznego „Sokół” oraz ochronki z bursą dla chłopców z dalszych gmin. Wspieraniu chałupnictwa miała służyć założona przez nią Szkoła Koszykarska. W 1908 przyczyniła się do założenia Szkoły Koronkarstwa Klockowego dla dziewcząt, ponadto niższej Szkoły Rolniczej. W gminach, gdzie ludność polska stanowiła mniejszość, prowadziła szkółki Towarzystwa Szkoły Ludowej. Ofiarowała Uniwersytetowi Lwowskiemu parcele przy ul. Łozińskiego 7 pod budowę pierwszego we Lwowie Domu Akademickiego im. Adama Mickiewicza. We Lwowie była w latach 1906-1908 członkinią wydziału Ligi Pomocy Przemysłowej, a w latach 1906-1910 honorowym członkiem Towarzystwa Czytelni Akademickiej. W Ciśnie, w powiecie leskim ufundowała kościół.
Nie posiadała większych ambicji politycznych. W wydarzenia polityczne została wciągnięta pośrednio przez drugiego męża, który po burzy wywołanej rozwiązaniem Legionu Wschodniego, wyjechał w lutym 1915 do Szwajcarii. Służyła jako kurierka w kontaktach między środowiskiem prokoalicyjnym w Lozannie i Galicją. Po wyparciu wojsk rosyjskich w 1917 wróciła do Lwowa.
W czasie obrony Lwowa wspierała finansowo werbunek żołnierzy ochotników. We wrześniu 1919 działała w Komitecie Kwesty „Ratujcie Dzieci”. Na rzecz Polaków inwalidów z okresu I wojny światowej wraz z mężem ofiarowała w 1919 dwa majątki: Nikłowice i Orchowice. Skarbkowie sprzedali  również Towarzystwu Gospodarskiemu Wschodniej Małopolski obszar dworski z ogrodem i pałac w Beńkowej Wiszni (powstały tam zakłady ogrodnicze, szkoła dla młodzieży oraz fabryka konserw). 16 stycznia przekazała wraz z mężem Uniwersytetowi im. Jana Kazimierza dom przy ul. Słodowej 10 dla niezamożnych studentów medycyny Polaków (został nazwany Domem Medyków im. Aleksandra i Felicji Skarbków).
W okresie międzywojennym działała w Towarzystwie Przyjaciół Francji we Lwowie, w którym w 1921 została przewodniczącą oddziału. Na początku Iat dwudziestych zaprzyjaźniła się z literatką francuską Rosą Bailly, która zafascynowana Polską i jej historią rokrocznie przyjeżdżała do Skarbkowej. Była członkinią Narodowej Organizacji Kobiet. Jej aktywność społeczna z tego czasu wyrażała się również w przynależności do Polskiego Czerwonego Krzyża, Polskiego Komitetu Opieki nad Dzieckiem (była członkiem honorowym), Polskiego Towarzystwa Tatrzańskiego, Ligi Obyczajności Społecznej, Koła Przyjaciół Harcerzy i Komitetu Krajowych Gniazd Sierocych. W czerwcu 1938 przewodniczyła Komitetowi Obywatelskiemu Zlotu Sokolego Dzielnicy Małopolskiej, którego celem było uczczenie 20-tej rocznicy obrony Lwowa.
W 1939 uciekła przed wojskami radzieckimi do Krakowa. Przeżyła tam całą okupację. W PRL otrzymywała nadzwyczajną rentę dla zasłużonych. Zmarła 29 listopada 1963 w Krakowie. 3 grudnia została pochowana na cmentarzu Rakowickim (kwatera S).

## Rodzina
Była córką Aleksandra Eligiusza Tytusa Szczepańskiego i Melanii Marii z Serwatowskich herbu Jastrzębiec. 30 czerwca 1892 wyszła za mąż za Andrzeja Maksymiliana Fredro, ziemianina, wnuka komediopisarza Aleksandra Fredry. Po jego śmierci, 30 maja 1901 wyszła za mąż za Aleksandra Skarbka, polityka narodowo-demokratycznego. Oba małżeństwa były bezdzietne.

## Ordery i odznaczenia[1]
- Krzyż Kawalerski Orderu Odrodzenia Polski – 2 maja 1923 „za ofiarną filantropijną działalność”[5][6]
- Krzyż Obrony Lwowa
- Medal Wdzięczności Francuskiej – 1921